# Синташта
Синташта́ — комплекс археологических памятников эпохи бронзы. В соответствии с новейшими исследованиями в области радиоуглеродного датирования, время существования синташти́нских древностей определяется между XXI и XVIII вв. до н. э. Расположен в Брединском районе Челябинской области. Находится на правом берегу реки Синташты (левый приток реки Тобол) между посёлками Рымникский и Мирный. Включает укреплённое поселение Синташта (памятник СП), Большой синташтинский курган (СБ), Синташтинский могильник (СМ), Синташтинский III курган (CIII) и Малый (грунтовый) синташтинский могильник. Обнаружен в 1968 году экспедицией Уральского государственного университета. Исследования и раскопки велись Урало-Казахстанской археологической экспедицией под руководством В. Ф. Генинга и Г. Б. Здановича до 1986 года включительно. В работах по изучению Синташтинского комплекса принимали участие такие уральские археологи, как Л. Н. Корякова, В. И. Стефанов, Н. Б. Виноградов и др.

## Описание
Укреплённое поселение Синташта в значительной степени разрушено изменившимся руслом реки. В древности имелось кольцо оборонительных сооружений, которые окружали сплошные кварталы крупных жилых построек. Площадь поселения 14,5—15 тыс. м². Основу фортификационных сооружений составляли стена, сложенная из грунта и дерева, и ров. Сохранились два въезда в поселение: южный, обращённый к реке, северный — к храмово-погребальному комплексу и могильнику.
В большом могильнике — 40 могил, в малом — 9. Мужские захоронения сопровождались погребением лошадей: положение их ног имитирует бег. На глиняной керамике встречается орнамент в виде свастики. На одной из стоянок (Кривое озеро) обнаружена боевая колесница, датированная по костям лошади 2026 годом до н. э. Таким образом, носители синташтинской культуры использовали первые сохранившиеся колесницы в истории. Но непосредственный раскопщик могильной ямы 1 кургана 9 могильника Кривое Озеро Н. Б. Виноградов в 2007 году писал, что в синташтинско-петровско-алакульском ареале «нет достоверных данных о помещении в погребальные камеры колесниц целиком». В статье 2020 года он высказал предположение: «Колёсные углубления скорее были частью макетного воспроизведения символа — знака повозки, где „кузовом“ служила сама деревянная погребальная камера… То, что считается коллегами в синташтинских и петровских могильниках колесницами, по-видимому, должно пониматься скорее как часть макета погребальной „повозки“, предназначенной для мифического путешествия души, а не реального транспортного средства». Изобретение и применение синташтинцами колесниц оспаривается.
От истока реки Синташты до истока реки Большой Караганки, на которой стоит Аркаим, напрямую 6 километров — через водораздел. До самого Аркаима — около тридцати километров.

## Происхождение
В настоящее время предполагается, что поселение принадлежало носителям праиндоиранского языка, хотя никаких сведений о языке носителей нет: современные исследователи, учитывая Y-хромосомную гаплогруппу R1a-Z93 у синташтинцев, распространенную среди тюрков, все же склоняются к тому, что они являлись носителями алтайских языков.

## Современные археологические экспедиции
Группа российских учёных под руководством профессора Челябинского университета Г. Б. Здановича вернулась с экспедицией на Синташту в 2016 году.
Археологический лагерь «Синташта 2016» организован для раскопок комплекса погребений эпохи бронзы «Синташта IV», принадлежащего археологической культуре «Страна городов» (Аркаимско-Синташтинского типа). Указанный объект был обнаружен летом 2015 года при проведении археологической разведки в непосредственной близости знаменитого Большого Синташтинского кургана.